# 舍沃农
舍沃农（法語：Chevenon，法語發音：[ʃəvnɔ̃]）是法国涅夫勒省的一个市镇，位于该省西南部，属于讷韦尔区。

## 地理
舍沃农（46°55'15"N, 3°13'48"E）面积32.94 平方千米，位于法国勃艮第-弗朗什-孔泰大區涅夫勒省，该省份为法国中部省份，北至约讷省，西北接卢瓦雷省，西接谢尔省，南至阿列省，东南接索恩-卢瓦尔省，东临科多尔省。
与舍沃农接壤的市镇（或旧市镇、城区）包括：圣埃卢瓦、安菲、吕特奈于克塞卢、马尼-库尔、圣帕里兹勒沙泰勒、索维尼莱布瓦、卢瓦尔河畔塞尔穆瓦斯。

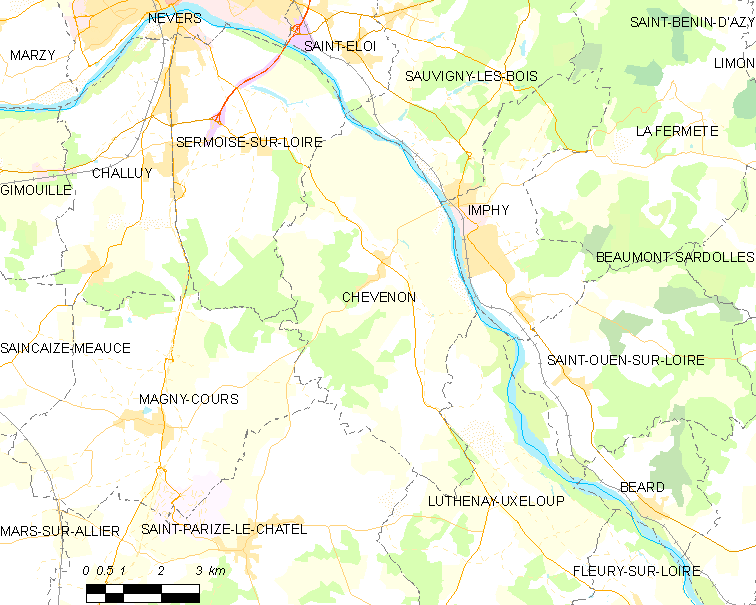
舍沃农的OSM定位图

舍沃农的时区为UTC+01:00、UTC+02:00（夏令时）。

## 行政
舍沃农的邮政编码为58160，INSEE市镇编码为58072。

## 政治
舍沃农所属的省级选区为圣皮埃尔勒穆捷县。

## 人口

1962-2008年间舍沃农人口变化图示

舍沃农于2022年1月1日时的人口数量为632人。